# 肉膜
肉膜（英語：panniculus carnosus），是指皮下组织内的一层骨骼肌。
阴囊的皮下组织含有一层肉膜，由脂膜高度分化发育形成，在耻骨联合与耻骨结节之间与Scarpa筋膜和Colles筋膜相延续。